# JR秋田鉄道サービス
JR秋田鉄道サービス株式会社（ジェイアールあきたてつどうサービス 略称:JARS）は、秋田県秋田市に本社を置く企業。

## 沿革
- 1958年（昭和33年） - 鉄道清掃株式会社（現在のJR新潟鉄道サービス）が秋田支店を開設。
- 1975年（昭和50年）4月1日 - 秋田支店が独立し、「秋田鉄道事業社株式会社」設立。
- 1994年（平成6年）4月1日 - 「秋田鉄道整備株式会社」に社名変更
- 2000年（平成12年）4月1日 - 「秋田クリーンサービス株式会社」に社名変更。
- 2012年（平成24年）10月1日 - JR秋田鉄道サービス株式会社に社名変更。

## 組織
本社
- 所在地：秋田県秋田市東通仲町12-17

営業所
- 横手営業所：秋田県横手市駅前町5-15（JR横手駅構内）
- 秋田南営業所：秋田県秋田市牛島東7-31-21（JR秋田総合車両センター南秋田センター構内）
  - 秋田総合車両センター南秋田センター内での車両の清掃作業を受託。
- 秋田車両センター営業所：秋田県秋田市楢山城南新町35-1（JR秋田総合車両センター南秋田センター構内）
  - 秋田総合車両センター南秋田センター内での車両の構内入換、車両整備を受託。
- 中央営業所：秋田県秋田市中通7-1-1（JR秋田支社内）
- 東能代営業所：秋田県能代市字鰄渕下悪戸36（JR東能代統括センター構内）
- 大館営業所：秋田県大館市御成町1-3-1（JR大館駅構内）
- 弘前営業所：青森県弘前市表町2-11（JR弘前統括センター構内）

## 事業内容
JR秋田支社管内の、鉄道に関わる業務を受託している。
- 車両センターでの車両検査修繕、車両清掃整備（秋田駅等での車両の折り返し清掃）、構内車両入換業務。
- 駅ビル、ホテルなどの清掃・設備管理・客室整備業務。
- 常駐警備業務。